# Жилінський Євстахій Янушович
Євста́хій Я́нушович Жилі́нський  (* 1 листопада 1889, містечко Куна Гайсинського повіту — † 4 липня 1954, Лодзь) — польський математик, доктор математичних наук, професор.

## Короткий життєпис
Батько — безземельний дворянин, був сільськогосподарським службовцем.
1907 року закінчив із золотою медаллю Першу Київську гімназію.
1911 року закінчує фізико-математичний факультет Київського університету Святого Володимира — з дипломом першого ступеня по фізико-математичних науках, був учнем Д. О. Граве.
1912 року отримує срібну медаль за конкурсну працю «Найновіші течії в теорії ідеалів», залишений в університеті «для підготовки до професорського звання», отримав стипендію для навчання за кордоном.
В 1912—1913 роках учиться: в університеті в Гетінгені у Е. Ландау, у Марбурзі та Кембріджі.
У 1916—1917 роках служить у російській армії — інженерному училищі, електротехнічній школі, при штабі фронту в Кам'янці-Подільському і Бердичеві.
В 1917—1919 роках був в Києві доцентом математики в різних закладах.
В 1919 році у Варшаві — в польському війську викладачем електротехнічних предметів.
З жовтня 1919 року — надзвичайний професор математики і керівник кафедри Львівського університету, з 1922 — звичайний професор.
В 1929—1930 роках — декан математично-природничого факультету.
Організовував навчальний процес з математики у 1920-х роках. Як член Ради факультету в 1921-у році клопотав про допуск до докторських іспитів С. Банаха, 1922 — з різних питань його габілітації, був рецензентом докторської праці Банаха — разом з Г. Штайнгаузом; серед учнів — Осип Пепіс.
Наукові інтереси полягали в площині теорії чисел. Також займався алгеброю, логікою та основами математики.
1925 року він доводить, що поза двома логічними функторами: риска Шеффера, стрілка Пірса, жодним іншим бінарним функтором не є можливо визначити всі унарні та бінарні функтори. Це дослідження цитувалося в працях таких логіків як Пост та Квайн.
Брав участь у міжнародних математичних конгресах:
- 1912 — в Кембріджі,
- 1926 — Болоньї,
- 1936 — у Осло,
- 1935 — в конференції, присвяченій 50-річчю наукової праці Д. Граве у Києві.

По реорганізації Львівського університету 1939 року — професор, завідує кафедрою алгебри в 1939-41, та 1944-46.
1946 року виїхав до Польщі, у 1946-47 працює в Міністерстві закордонних справ, отримує призначення консулом у Києві, однак не поїхав.
Проживав у Лодзі, працював у Політехніці міста Гливиці.
Похований у Лодзі.
Науковий доробок складає більше 20 праць та 6 підручників.

## Джерело
- Механіко-математичний факультет [Архівовано 28 червня 2013 у Wayback Machine.]